# Enakomusium
Enakomusium is een geslacht van uitgestorven slangsterren uit de familie Ophiolepididae. Vertegenwoordigers van dit geslacht zijn slechts als fossiel bekend.

## Soorten
- Enakomusium ferrugineum (Boehm, 1889) †
- Enakomusium gagnebini (Thurmann, 1851) †
- Enakomusium geisingense (Kutscher, 1992) †
- Enakomusium leckenbyi (Wright, 1880) †
- Enakomusium mammillatum (Hess, 1966) †